# L'Altra Editorial
L'Altra Editorial es una editorial española en lengua catalana. Con sede en Barcelona, fue fundada por Eugènia Broggi en febrero de 2014 con el objetivo de publicar narrativa en lengua catalana, principalmente de autores jóvenes, así como «clásicos contemporáneos». Desde 2014, L'Altra Editorial publica la obra ganadora del Premio Documenta.
Coincidiendo con su quinto cumpleaños, en 2019, creó un nuevo sello de literatura juvenil denominado L'Altra Tribu, dirigido a lectores de entre 12 y 16 años. Su objetivo es hacer buenas traducciones de libros diversos con anotaciones y material extra y guía de lectura. Entre los primeros títulos que se han traducido figuran Quan un toca el dos, de Anna-Greta Winberg; Quin dia tan bèstia, de Mary Rodgers; La crida del bosc, de Jack London, y El dia dels trífids, de John Wyndham.
En otoño de 2020 se unió a la Editorial Males Herbes para crear Les Altres Herbes.